# Makau na Mistrzostwach Świata w Lekkoatletyce 2015
Makau na Mistrzostwach Świata w Lekkoatletyce 2015 – reprezentacja Makau podczas Mistrzostw Świata w Pekinie liczyła 1 zawodnika, który nie zdobył medalu.

## Występy reprezentantów Makau
| Konkurencja            | Zawodnik         | Eliminacje | Eliminacje | Runda 1  | Runda 1 | Półfinał | Półfinał | Finał    | Finał   |
| Konkurencja            | Zawodnik         | Rezultat   | Pozycja    | Rezultat | Pozycja | Rezultat | Pozycja  | Rezultat | Pozycja |
| ---------------------- | ---------------- | ---------- | ---------- | -------- | ------- | -------- | -------- | -------- | ------- |
| Bieg na 100 m mężczyzn | Leong Wang Kuong | 11,31 SB   | 21.        | NQ       | NQ      | NQ       | NQ       | NQ       | NQ      |